# Yammer
Yammer es un servicio de red social empresarial freemium utilizado para la comunicación privada dentro de las organizaciones. El acceso de una red de Yammer está determinado por el dominio de Internet del usuario, de modo que sólo las personas con direcciones de correo electrónico aprobadas pueden unirse a sus respectivas redes.
El servicio comenzó como un sistema de comunicación interno para el sitio web de genealogía Geni.com, y se lanzó como un producto independiente en 2008. Más tarde, Microsoft adquirió Yammer en 2012 por US $ 1.200 millones.

## Historia

### Pre-adquisición
El 8 de septiembre de 2008, Yammer se lanzó en la conferencia TechCrunch50 por el cofundador David O. Sacks, un exejecutivo de PayPal, Sacks desarrolló el concepto básico de Yammer mientras trabajaba en un proyecto de inicio después de abandonar PayPal en 2002. Además de su función de comunicación, Yammer brinda a los desarrolladores externos la oportunidad de crear y vender sus aplicaciones colaborativas directamente a los usuarios de la plataforma.
En abril de 2010, el CEO de Yammer, Sacks, afirmó que los ingresos de Yammer se duplicaban cada trimestre, pero no revelaría las cifras de ingresos de 2009 más allá de describirlas como "siete cifras". Sacks también declaró que el 70% de las compañías, 500 de ellas estaban usando Yammer en ese momento.
En septiembre de 2010, el servicio se utilizaba por más de tres millones de usuarios y 80,000 empresas en todo el mundo, incluido el 80 por ciento. Durante este período, se lanzó Yammer 2.0 y la nueva versión se describió como "Facebook para las empresas".
A partir del 12 de junio de 2012, Yammer recibió aproximadamente $142 millones de dólares en fondos de firmas de capital de riesgo como Charles River Ventures, Fundadores Fund, Emergence Capital Partners, Goldcrest Investments y Ron Conway, un inversionista ángel, mientras que el total el número de suscriptores es cercano a 8 millones.
El 25 de junio de 2012, Microsoft adquirió Yammer por $ 1,2 mil millones de dólares. Tras la adquisición, Microsoft anunció que el equipo de Yammer se incorporaría a la división de Microsoft Office, pero continuaría informando.

### Post-adquisición
En 2013, Microsoft integró Yammer en Dynamics CRM e introdujo la suscripción de Yammer en sus planes empresariales de Office 365.
El 24 de julio de 2014, Microsoft anunció que el desarrollo de Yammer se estaba trasladando al equipo de desarrollo de Office 365. Sacks anunció que dejaba Yammer.
En 2015, Yammer eliminó varias funciones relacionadas con su funcionamiento con SharePoint, incluida la compatibilidad con SharePoint Server 2013. Se renovó el enfoque en Yammer Embed Feed.
En 2016, Yammer eliminó Yammer Enterprise Plan debido a un cambio en el uso de la estructura de suscripción más general de Office 365. También anunciaron que Yammer se integraría con Office 365 Groups y permitiría a los usuarios finales crear y editar documentos de Word, PowerPoint y Excel usando Office Online.
En 2019, Microsoft anunció "el nuevo Yammer", que presentaba un rediseño basado en Fluent Design System de Microsoft. En noviembre, anunciaron la integración total en Microsoft Teams, el producto competidor de Microsoft para Slack.
En 2020, Yammer introdujo la función de modo nativo de Microsoft 365.[cita requerida]